# 愛の言葉 (2014年の映画)
『愛の言葉』（あいのことば、原題:사랑만의 언어、英題:Language of Love）は、2014年に公開された韓国の恋愛映画である。

## 概要
『愛の言葉』は、ハン・サンヒが監督し、初恋をキーワードにしたイノセントラブシリーズ3作品の第1段として2014年5月に日本で先行公開となった恋愛映画である。超新星のユン・ソンモとソン・ジヒョクの2人が共演し、ヒロインをチン・セヨンが演じている。
冬のソナタのロケ地で有名な春川市がロケ地となり、言語障害の後遺症を抱える青年（演:ユン・ソンモ）と視力を失った元人気歌手（演:チン・セヨン）、元恋人でデュエットのパートナー（演:ソン・ジヒョク）3人による切ないラブストーリー。
本作のオリジナル・サウンドトラックでは、ジヒョクが作詞、歌唱したエンディング曲「愛のメロディー」やチン・セヨンがコーラスに参加した楽曲などが入ったCDを、2014年03月26日に発売した。

## あらすじ
言語障害を抱えているテオは、春川市の田舎町で自身の才能を活かしてピアノ調律師として働いている。そんな中、視力を失い療養中のインハに一目惚れしてしまう。インハに声掛けできないテオは、ひょんなことからインハの歌声にあわせてピアノを弾くことになる。このことをきっかけに、少しづつテオとインハが親しくなってくる。そんな中、インハの元恋人でデュエットのパートナー・ロミーがインハを迎えにきて、ソウルに戻ることになる。

## キャスト
テオ
演 - ユン・ソンモ
脳腫瘍手術の後遺症でひどい言語障害を抱えながら、ピアノ調律師として働いている。
ロミー
演 - ソン・ジヒョク
インハの元恋人でデュエットのパートナー。インハが療養している田舎町に迎えにくる。
インハ
演 - チン・セヨン
網膜色素変性症のため視力を失い、人気歌手の座を諦め、田舎町で療養している。

## 派生商品
- 愛の言葉 DVD（2015年1月6日、ハピネット）
  - 愛の言葉 プレミアム・エディション
  - 愛の言葉 スタンダード・エディション

- オリジナル・サウンドトラック（2014年03月26日、BounDEE）[3]

CD
| #   | タイトル                                     | 作詞 | 作曲・編曲 | アーティスト                     |
| --- | -------------------------------------------- | ---- | ---------- | -------------------------------- |
| 1.  | 「Only for you」(Inst.)                      |      |            |                                  |
| 2.  | 「No matter What I try」                     |      |            | ソン・ジヒョク with チン・セヨン |
| 3.  | 「No matter What I try」(日本語ヴァージョン) |      |            | ソン・ジヒョク with チン・セヨン |
| 4.  | 「My love good bye」                         |      |            | チン・セヨン                     |
| 5.  | 「忘れない」                                 |      |            | チン・セヨン with ユン・ソンモ   |
| 6.  | 「Wish」(Inst.)                              |      |            |                                  |
| 7.  | 「Wish」                                     |      |            | ユン・ソンモ                     |
| 8.  | 「愛のメロディー」                           |      |            | ユン・ソンモ                     |
| 9.  | 「愛のメロディー」(日本語ヴァージョン)       |      |            | ユン・ソンモ                     |
| 10. | 「愛のメロディー」(Inst.)                    |      |            |                                  |

DVD
| #  | タイトル                                       | 作詞 | 作曲・編曲 |
| -- | ---------------------------------------------- | ---- | ---------- |
| 1. | 「レコーディング風景」                         |      |            |
| 2. | 「No matter What I try」(ミュージック・ビデオ) |      |            |
| 3. | 「愛のメロディー」(ミュージック・ビデオ)       |      |            |